# Bangolo
Bangolo este o comună din regiunea Guemon, Coasta de Fildeș.